# Hyundai Genesis Concept
O Genesis  é um protótipo de sedan de porte grande da Hyundai apresentado no Salão de Nova Iorque de 2007.